# شاه عقيق
شاه عبد العزيز البخاري المعروف بـ شاه عقيق أو شاه يقيق (835 - 855 هـ / 1432 - 1451 م) عالم صوفي.

## سيرته
ولد شاه عقيق في بخارى حوالي القرن التاسع الهجري / الخامس عشر، وذهب إلى الهند مع أقاربه في سن الثانية ثم إلى أوتش. وكان من نسل جلال الدين حسين بن علي بن جعفر البخاري (ت. 695 هـ). بعد مجيئهم إلى أوتش، جاءوا إلى تتا للتبليغ بالدين بأمر من معين الدين الجشتي. بعد ثلاث سنوات، توفي والده ووالدته. بعد ذلك، بدأ يعيش مع شقيقيه وشقيقتيه، حيث تلقى تعليمه الإضافي. كان شاه عقيق يذهب إلى أضرحة مختلفة للحصول على البركات. كما أخذ دروسًا من ميا عثمان العباسي. لم يتم العثور على مثل هذه المعلومات في المخطوطة الأكثر أصالة روح الإسلام عن الصوفية وعائلة مخدوم ميا عثمان العباسي لمخدوم أحمد، الأخ الأصغر لمخدوم ميان عثمان عباسي. عاش مخدوم ميان عثمان العباسي في القرن الثامن عشر بينما عاش شاه يقيق في القرن الخامس عشر. كانت هذه قصة غير صحيحة من قبل المؤلف لربط شاه يقيق بمخدوم ميا عثمان العباسي. استشهد وهو في العشرين من عمره. وكما تقول الأسطورة، كان على وشك عقد قرانه عندما وصلت امرأة عجوز إلى حفل زفافه وتوسلت إليه أن يساعد في حماية قريتها من اللصوص الذين هاجموا قريتها وخطفوا ابنها. وبناءً على مناشدتها، ترك شاه عقيق حفل زفافه وأسرع إلى قريتها لحماية ابنها وقريتها. وصلت هذه الأخبار بالفعل إلى اللصوص بأن امرأة ذهبت إلى أحد الصوفيين طلبًا للمساعدة. لقد تحصنوا في الغابة لقتل شاه عقيق. لذلك، كان شاه يقيق في طريقه إلى قرية المرأة، عندما كان اللصوص ينتظرون قتله.
وبحسب بحث الدكتور النبي بخش خان بلوش فإن استشهاده كان في بداية سنة 854 هـ / 1450 م. وفي مصادر أخرى أن شاه عقيق استشهد سنة 855 هـ / 1451 م ودفن في قرية سميت باسمه.
كان والد شاه يقين البخاري، شاه شريف الدين الملقب بشاه شريف، معروفًا بتقواه. يعتقد حافظ حبيب سندي أن شاه شريف البخاري ولد في بخارىٰ بينما كتب الدكتور نبي بخش بلوش في مقال عن شاه يقيق أنه ولد في أوتش سنة 773 هـ / 1371 م حيث توفي سنة 837 ق م / 1434 م. شاه شريف البخاري لديه سبعة أبناء - السيد عبد الله شاه، والسيد موسى شاه، والسيد محمد إسماعيل شاه، والسيد سليمان شاه، وشاه محمد مراد شاه، والسيد علي، وشاه يقيق. شاه يقيق هو الابن الأصغر لشاه شريف البخاري. من غير المعروف إلى أي سلسلة صوفية بدأ أو إلى أي طريقة صوفية كان ينتمي. يعتقد حافظ حبيب سندي أنه كان صوفيًا قادرًيا نقشبنديًا. في الواقع، كان جميع إخوته قادري نقشبندي صوفيين. جميع الإخوة كانوا غير متزوجين. لقد أمضوا حياتهم كلها في الدعوة إلى الإسلام في مناطق مختلفة من السند وكوتش.